# 실거리나무
실거리나무(Biancaea decapetala)는 실거리나무아과에 속하는 덩굴성 갈잎떨기나무이다. 중국, 일본, 인도, 한국의 건조한 사질 양토 지대에 서식하며, 한국에서는 전라남도, 제주도에 분포한다. 길이는 6~7m에 달한다. 줄기가 날카롭고 밑으로 꼬부라진 가시가 있으며, 잎은 2회 깃꼴겹잎으로 어긋나고 꽃은 봄에 노랗게 핀다. 열매는 꼬투리로 열려 9월에 익는다.